# Caicobado (lendário)
Caicobado (em latim: Caicobadus), Caicabado (em latim: Caicabadus), Caicobades (em latim: Caicobades), Caicabades, Cai Cobades ou Cai Cabades (em persa: کَوی کیقباد; em avéstico: Kauui Kvykvat ou Kauui Kauuāta) é uma figura mitológica do folclore iraniano e tradição oral. O epíteto Cai identifica-o como membro da dinastia caiânida, uma dinastia semi-mitológica que segundo a tradição Caicobado foi seu fundador. Teria reinado por 100 anos.

## Vida

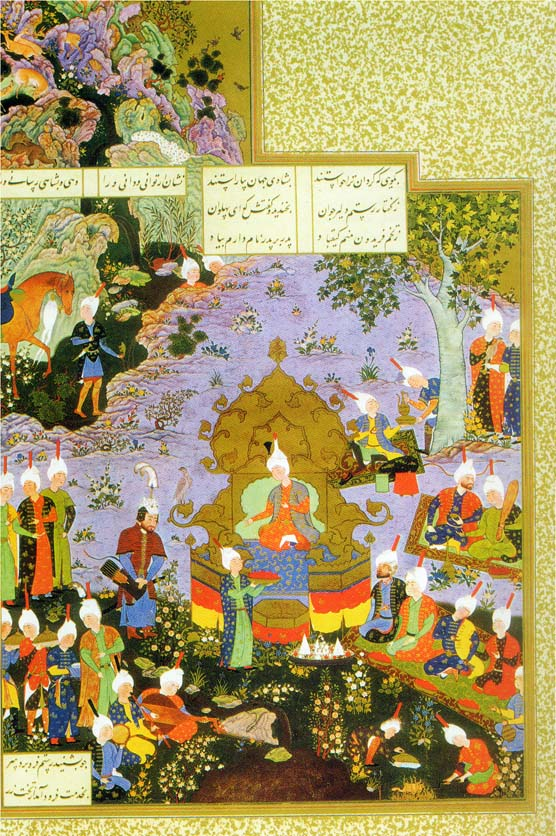
Caicobado viveu na cordilheira Elbruz e foi que o levou à capital Estacar

Os contos sobre as origens de Caicobado variam. Segundo o Dencarde (7.1.33), foi o primeiro a estabelecer a realeza na Pérsia. O Julgamentos religiosos (Dādestān ī dēnīg; 36.26) diz que sua semente (tōhmag) provinha de sua xwarrah ("glória") e o Julgamentos (26.45-47) alegou que era temente a deus e bom governante. No As Capitais Provinciais do Irã (57) diz-se que pode ter sido casado com Uane, filha de Galaxe. A Criação Original, narrando seu nascimento, diz que foi deixado numa cesta (kēwūd) sobre um rio e, quando foi pego nos juncos, foi encontrado por Uzau, que chamou-o Enjeitado (*Wistag/ Windīdag), estória semelhante àquela narrada sobre Ciro por Heródoto. Uma variante da narrativa é transmitida por Ferdusi, segundo quem, devido ao fato dos filhos de Nudar serem inadequados para governar, Zal seguiu o conselho de um mobede para achar Caicobado da linha de Feredum e enviou Rustam para encontrá-lo na Cordilheira Elbruz. A estória está ligada àquela da inscrição de Paiculi, com a qual preserva as fórmulas básicas, e o motivo do rio é preservado, pois Caicobado foi encontrado morando na margem de um rio num ambiente paradisíaco. Tal estória de origem não é citada em obras de autores do período islâmico, que atribuíram estória semelhante a Dara I.
Algumas tradições posteriores criaram o parentesco entre Caicobado e Manuxir via Nudar e Zabe. É incerto se se trata de uma antiga tradição ou se está baseada no Iaste 13, onde Uzau (Uzauua) e Manuxir (Manuš.ciθra) e outros estão entre Feredum (Traetaona) e Caicobado (Kauui Kauuāta) nas listas reais. A crônica do século XII Mojmal al-tawāriḵ cita essa tradição, bem como outra, segundo a qual seu pai era Caicama (Kay Kāma) filho de Zau (Zaw). De seu governo, a Criação Original (33.7) nota que a devastação da Pérsia por Afrassíabe durou até Caicobado assumiu o poder. Nas fontes árabo-persas, a conexão de Caicobado com a agricultura, fronteiras e definição de províncias é mais proeminente. Organizou a irrigação, nomeou as terras, determinou limites e estabeleceu províncias, instituiu um dízimo para pagar provisões do exército e impediu que inimigos (Hâmeza) ou turcos (Tabari, ibne de Bactro) invadissem o Pérsia.
Segundo Atalibi, arranjou para ter renda de imposto usada para pagar soldados, de modo que o dinheiro circularia do rei e entre os soldados, comerciantes e afins, para o benefício de todos eles e não ficar em um lugar por muito tempo. Gostava de cultivar a terra e proibiu primeiro o consumo de vinho como hábito perigoso, mas depois permitiu com moderação para aumentar a coragem. Também fundou a cidade de Ērān-āsān-kard-kawād (As Capitais Provinciais do Irã 54) ou Irān-<wṯārṯ>-kawāḏ (Hâmeza). Na Épica dos Reis, ao assumir o trono, liderou campanha contra os turcomanos e Paxangue, pai de Afrassíabe. Paxangue escreveu uma carta a Caicobado, sugerindo que permanecessem dentro de suas respectivas fronteiras e deixassem de lutar, em resposta a que Caicobado o lembrou de que eram os agressores, mas concordou em deixá-los em paz se se retirassem e ficassem além do rio Oxo. Caicobado então dividiu o reino entre seus líderes do exército, enquanto reservou a área de Ninruz (Sistão) para si, partiu para Estacar em Fars e fez viagem ao redor do mundo, antes de retornar a Fars. Ferdusi conclui a história afirmando que fez o mundo cultivado (ābād) com lei e generosidade. Caicobado foi sucedido por seu filho Abivé. Ele foi tentativamente associado pela historiografia do século XIX com dois reis da Média citados em Heródoto: Déjoces (r. 727–675 a.C.) ou Ciaxares (r. 625–585 a.C.)
A Criação Original e Dencarde afirmam que Abivé era pai de quatro filhos (Cai Araxe, Cai Biarxe, Cai Pisim, Caicaus), enquanto fontes muçulmanas fazem várias distorções: Tabari cita Cai Araxe como filho de Cai Abivé, mas também coloca os quatro irmãos, mais Cai Abibe, como filhos de Caicobado, uma versão que Balami segue; Abu Hanifa de Dinavar diz que Caicaus, Cai Abibe e Cai Caivas (Cai Araxe?) eram filhos de Caicobado; a Épica dos Reis de Ferdusi e Gardizi colocam os quatro irmãos da Criação Original (trocando o nome de um deles para Cai Armine ou Cai Arxexe dependendo da leitura) como filhos de Caicobado; Atalibi coloca Cai Araxe como filho de Caicobado, mas Caicaus como seu filho e sucessor; Hâmeza e Albiruni (com Macdeci) registram, respectivamente, Cai Pisim e Caicaus como filhos de Cai Abivé; a crônica do século XII Moǰmal al-tawāriḵ pôs Caicaus, Cai Paxine, Cai Arxexe e Cai Araxe como filhos de Caicobado, enquanto noutra versão, da mesma obra, Caicaus era filho de Cai <ʾfrh>, filho de Caicobado. De acordo com Tabari, Caicobado se casou com a filha do chefe turco chamado <bdrsʾ> (semelhante ao avéstico Vadraga), cujo nome é variadamente lido como Ferique, Feranga, etc.